# Araneus stabilis
Araneus stabilis este o specie de păianjeni din genul Araneus, familia Araneidae. A fost descrisă pentru prima dată de Eugen von Keyserling în anul 1892. Conform Catalogue of Life specia Araneus stabilis nu are subspecii cunoscute.